# Lepiderema sericolignis
Lepiderema sericolignis är en kinesträdsväxtart som först beskrevs av Jacob Whitman Bailey, och fick sitt nu gällande namn av Ludwig Radlkofer. Lepiderema sericolignis ingår i släktet Lepiderema och familjen kinesträdsväxter. Inga underarter finns listade i Catalogue of Life.